# KiXtart
KiXtart ist eine Skriptsprache für Microsoft-Windows-Betriebssysteme. Sie wird von Ruud van Velsen von Microsoft in den Niederlanden entwickelt und als Careware vertrieben.
KiXtart ist erweiterbar und unterstützt eine Reihe von Technologien, die innerhalb der Windows-Plattform sehr verbreitet sind. Dazu gehören unter anderem das Component Object Model (COM), Active Directory Service Interfaces (ADSI), ActiveX Data Objects (ADO) sowie Windows Management Instrumentation (WMI). Mit Hilfe von KiXforms können grafische Benutzeroberflächen für KiXtart-Skripte entwickelt werden.
KiXtart ist nicht kompatibel zur Microsoft Active-Scripting-Architektur, da es entwickelt wurde, bevor es Active Scripting und den Windows Script Host (WSH) gab.